# Netxàievka (Penza)
|  | Per a altres significats, vegeu «Netxàievka». |

Netxàievka (en rus: Нечаевка) és un poble de l'óblast de Penza, a Rússia, que en el cens del 2010 tenia 1.962 habitants.